# Pietrele Moșu și Baba
Pietrele „Moșu și Baba” (monument al naturii) este o arie protejată de interes național ce corespunde categoriei a III-a IUCN (rezervație naturală de tip geologic și pesagistic) situată în județul Sălaj, pe teritoriul administrativ al comunei Năpradea.

## Localizare
Aria naturală cu o suprafață de 0,20 ha, se află în extremitatea nordică a județului Sălaj (aproape de limita teritorială cu județul Maramureș), pe teritoriul estic al satului Someș-Guruslău, în lunca pârâului Valea Caselor (la o altitudine de 400 de m).

## Descriere
Rezervația naturală a fost declarată arie protejată prin Legea Nr.5 din 6 martie 2000 (privind aprobarea Planului de amenajare a teritoriului național - Secțiunea a III-a - zone protejate) și reprezintă o arie protejată acoperită cu vegetație forestieră, în arealul căreia se află două formațiuni geologice denumite „Moșu și Baba”. Cele două impresionante sculpturi ale naturii în stâncă au ajuns la forma actuală datorită proceselor multiple de eroziune (îngheț-dezgheț, vânt, ploaie, spălare, șiroire) desfășurate de-a lungul timpului .